# 4-Pirona
4-Pirona (γ-pirona ou piran-4-ona) é um composto cíclico insaturado com a fórmula molecular C5H4O2. É isomérico com 2-pirona.
4-Pirona forma a parte central de diversos compostos químicos naturais incluindo maltol e ácido kójico e da importante classe das flavonas.
|        |              |
| Maltol | Ácido kójico |